# Trent Beretta
Greg Marasciulo (Mount Sinai, 30 marzo 1987) è un wrestler statunitense, sotto contratto con la All Elite Wrestling, dove si esibisce con il ring name Trent Beretta. Precedentemente ha lottato in WWE e nella Total Nonstop Action Wrestling.

## Carriera

### New York Wrestling Connection (2004-2007)
Marasciulo fa il suo debutto per la NYWC il 10 luglio 2004, con il ring name di Plazma perdendo contro Dan Barry. Il 28 gennaio 2006, Plazma sconfigge Matt Maverick, diventando il primo NWYC Hi-Fi Champion. Difende con successo il titolo contro Maverick ma il 18 marzo lo perde contro Mike Spinelli. Tuttavia riesce a riconquistarlo pochi giorni dopo, difendendolo fino al 21 ottobre quando lo perde definitivamente contro Dickie Rodz. Plazma in coppia con l'ex rivale Matt Maverick vince gli NYWC Tag Team Championship ma lo perde due mesi dopo contro MEGA e Prince Nana. La stessa notte, Plazma sconfigge Quiet Storm e vince l'NYWC Heavyweight Championship che viene reso immediatamente vacante in seguito al trasferimento di Marasciulo in WWE.

### World Wrestling Entertainment

#### Florida Championship Wrestling (2007-2009)
Dopo aver combattuto in diversi dark match, Marasciulo firma per la WWE e viene mandato nella Florida Championship Wrestling, dove debutta sotto il ring name di Trent Baretta. Forma un tag team con Caylen Croft chiamato The Dudebusters. Insieme, sconfiggono in un 2 on 1 handicap match il campione Tyler Reks dopo che il suo compagno Johnny Curtis non si presentò per difendere i titoli. Così i due conquistano l'FCW Florida Tag Team Championship. Il 23 luglio i due perdono i titoli contro Justin Gabriel e Kris Logan. Il 21 novembre, Caylen Croft e Curt Hawkins sconfiggono Husky Harris e Bo Rotundo e vincono i titoli di coppia. Baretta viene riconosciuto come campione in quanto poteva difendere anch'egli il titolo. Tuttavia, il 14 gennaio i Dudebusters perdono i titoli contro Brett DiBiase e Michael McGillicutty. Impegnato nel roster di SmackDown!, Baretta combatte raramente in FCW anche se il 9 gennaio 2011 combatte contro Hunico, perdendo. Il 16 gennaio, subisce un'altra sconfitta per mano di Abraham Washington. Il 12 febbraio, vince un 8-man tag team match in squadra con Monty Lynch, Kenneth Cameron e Tito Colon contro il team formato da Bobby Dutch, Jinder Mahal, Leo Kruger e Chimaera grazie allo schienamento proprio di Baretta su Dutch.

#### The Dude Busters (2009-2010)
Il 1º dicembre 2009, I Dudebusters debuttano in ECW vincendo contro due jobber. Il 9 febbraio 2010, perdono contro Goldust e Yoshi Tatsu nel match che decretava i primi sfidanti ai Unified WWE Tag Team Championship. Dopo la chiusura dell'ECW, i Dudebusters vengono selezionati a SmackDown! ma nel loro match di debutto perdono contro i Cryme Time, e continueranno sempre a perdere contro la Hart Dynasty e altre Superstars, avranno un breve feud con Chris Masters, il quale riesce ad imprigionare Caylen Croft nella sua Masterlock, e voleva fare lo stesso con Baretta, ma si riesce a salvare. I Dudebusters effettuano un Turn Face e sconfiggono a WWE Superstars del 26 agosto Curt Hawkins e Vance Archer, e la stessa cosa accade la settimana successiva.

#### Competizione singola (2011-2013)
In seguito al licenziamento di Caylen Croft, Baretta inizia la carriera da singolo come Face sconfiggendo Curt Hawkins. Nel rematch viene sconfitto da Hawkins. Baretta riesce a vincere la breve faida con Hawkins in una puntata di Superstars. Inizia poi a combattere a SmackDown! ed inizia subito un nuovo feud con Drew McIntyre. Il primo match viene vinto per KO da McIntyre ma il secondo viene vinto da Baretta il 13 gennaio in seguito a un Roll-Up. Nella puntata di SmackDown! del 20 gennaio, McIntyre sconfigge Baretta che attacca il rivale dopo il match. Allora Drew assale Baretta e in soccorso del wrestler di origini italiane arriva Kelly Kelly. Nella puntata di SmackDown! del 15 aprile, partecipa alla battle royal per decretare lo sfidante di Alberto Del Rio a WWE Extreme Rules nel match valido per il World Heavyweight Championship, ma viene eliminato da Big Show. Dopo varie vittorie e sconfitte a Superstars, da agosto inizia ad apparire anche ad NXT Redemption, iniziando una rivalità con Tyson Kidd. I due combatteranno vari match nello show giallo della WWE, con vittorie sia da una parte che dall'altra. L'8 febbraio, sempre a NXT, perde di nuovo contro Tyson Kidd. Poco dopo, nel backstage, Tyson dice di voler formare un Tag Team con Trent poiché nutre grande rispetto verso l'ex Dudebusters. Nella puntata di NXT del 22 febbraio, Nel backstage Tyson Kidd è al telefono con Trent Barreta e gli augura di guarire presto e di tornare allo show. Trent e quasi pronto per il suo ritorno dal suo infortunio.
Durante la puntata di WWE NXT del 12 settembre, viene mandato in onda un promo che annuncia il ritorno di Trent. La settimana successiva ad NXT, fa ufficialmente il suo ritorno sul ring presentandosi con un nuovo attire e sconfiggendo Johnny Curtis. Anche qui però troverà poco spazio, salvo un'ultima rivalità con Kassius Ohno e Leo Kruger, contro i quali perderà.
Il 12 gennaio 2013 viene svincolato dalla WWE, lasciando anche un tweet personale sul proprio account di Twitter in cui ringrazia la Federazione e i tifosi.

### Circuito indipendente (2013-2019)
Qualche giorno dopo essersi svincolato da parte della WWE, Baretta va in Canada per lottare nella Hart Legacy Wrestling, a Calgary. Usando sempre il ring name Trent Baretta, lotta un 4-Way Elimination Match lottando in coppia con Brian Cage, venendo eliminati dalla coppia formata da El Generico e Samuray Del Sol. Nel Main Event, fa poi squadra con David Hart Smith, El Generico, Samuray Del Sol e Jack Evans perdendo contro Teddy Hart, Brian Cage, Cam!kaze, Flip Kendrick e Pete Wilson. Il 22 marzo 2013, Marasciulo, lottando come "Trent?", fa il suo debutto per la Pro Wrestling Guerrilla, perdendo contro Roderick Strong. Il 6 aprile, lotta anche per la Dragon Gate USA, perdendo per squalifica contro Jon Davis. Nella Full Impact Pro, debutta con una vittoria, sconfiggendo AR Fox. Viene poi annunciata la partecipazione di Baretta al Best of Super Juniors 2013, torneo della New Japan Pro-Wrestling. Il 9 agosto, sconfigge Jon Davis, conquistando il FIP World Heavyweight Championship.

### Total Nonstop Action Wrestling (2013)
Il 18 luglio 2013 debutta nella Total Nonstop Action Wrestling con il suo nome di battesimo Greg Marasciulo, vincendo un triple threat match contro Rubix e Rockstar Spud e qualificandosi per l'Ultimate X match valido per il TNA X Division Championship. La settimana successiva l'Ultimate X match viene vinto da Manik che oltre a Marasciulo sconfigge anche Sonjay Dutt.

### All Elite Wrestling (2019-presente)
Il 7 febbraio 2019, Beretta insieme a Chuckie T. è apparso al raduno di Las Vegas di All Elite Wrestling e ha annunciato che si sarebbero uniti alla promozione. Avrebbero debuttato allo show di debutto di All Elite Wrestling AEW Double or Nothing dove avrebbero lottato contro Angélico e Jack Evans. 
Avrebbero continuato a vincere l'incontro, ma furono attaccati da The Dark Order (Stu Grayson e Evil Uno) dopo un abbraccio post partita tra le due squadre. Il 30 ottobre 2019, episodio di Dynamite, Beretta, Taylor e Cassidy si sono travestiti da cosplay di Rick e Morty prima di vincere in un match a 6 squadre contro Alex Reynolds, John Silver e QT Marshall.
Come team riesce a portare alla vittoria in altre due occasioni e nella puntata di Dark del 26 Novembre riesce a vincere in singolo contro Pentagon jr dei Lucha Brother.

## Personaggio

### Mosse finali
- Dudebuster (Cradle back-to-belly piledriver) - dal 2013
- Dudebuster DDT (Springboard tornado DDT)
- Gobstopper (Running single leg high knee) - nel 2011

## Titoli e riconoscimenti
Dragon Gate USA
- Open the United Gate Championship (1) - con Anthony Nese e Caleb Konley
- Six-Man Tag Team Tournament (2014) – con Anthony Nese e Caleb Konley

Empire State Wrestling
- Ilio DiPaolo Memorial Cup (2013)

Full Impact Pro
- FIP World Heavyweight Championship (1)

Florida Championship Wrestling
- FCW Florida Tag Team Championship (2) - 1 con Caylen Croft - 1 con Caylen Croft & Curt Hawkins

New Japan Pro-Wrestling
- IWGP Junior Heavyweight Tag Team Championship (4) - con Rocky Romero
- NEVER Openweight 6-Man Tag Team Championship (1) - con Tomohiro Ishii e Toru Yano
- Super Jr. Tag Tournament (2016) – con Rocky Romero

New York Wrestling Connection
- NYWC Heavyweight Championship (1)
- NYWC Hi-Fi Championship (3)
- NYWC Tag Team Championship (1 - con Maverick)

Pro Wrestling Guerrilla
- Dynamite Duumvirate Tag Team Title Tournament (2014) - con Chuck Taylor

Westside Xtreme Wrestling
Pro Wrestling Illustrated
- 97º tra i 500 migliori wrestler singoli nella PWI 500 (2017)
- wXw World Tag Team Championship (1) - con Matt Striker

WrestleCircus
- Big Top Tag Team Championship (1) - con Rocky Romero